# DJ Story
DJ Story, właściwie Patryk Jerzy Michałek (ur. 23 kwietnia 1983) – polski producent muzyczny, inżynier dźwięku i DJ. Współpracował z takimi artystami jak: Paluch, Kajman, Borixon, Peja, Kaczor, Donguralesko, DJ Decks, Pih czy Sobota,
Na scenie muzycznej aktywny od 1998 roku. Wspólnie z DJ-em Decksem występował w klubie Eskulap w Poznaniu. W 2001 roku występował wspólnie z grupą muzyczną Ascetoholix. W przeszłości związany z trio Lordz of Faderz. Od 2005 r. stał się rozpoznawalny. Wyprodukował utwór „Wnioskujesz” dla Donguralesko. Kilka lat później ukazał się utwór „Stoprocent” promujący trasę koncertową Stoprocent Tour na której wystąpili: on sam, Peja, Miodu, Borixon, Kaczor czy Sobota. Autor piosenki „Ulice bez jutra” – Piha, „To jest Kajman” – Kajmana czy „Zachodni wiatr wieje 2" Gurala.
W 2008 r. w części wyprodukował składankę Jestem stąd. W kwietniu 2009 r. ukazał się album Pewniak, polskiego rapera Palucha, gdzie głównym producentem płyty był Story. W 2010 r. dołączył ekipy DIIL Gangu, zespołu muzycznego Hemp Gru. W tym samym roku wyprodukował 10 z 17 utworów z płyty Bezgranicznie oddany, Palucha. Jego skrecze pojawiły się na kolejnym albumie Palucha pt. Syntetyczna mafia.
W przeszłości korzystał z gramofonów marki Numark, miksera PMC 06 i programu Acid 3.0.

## Dyskografia
| Album                                      | Rok  | Uwagi | Źródło |
| ------------------------------------------ | ---- | --- | ------ |
| Ascetoholix – Apogeum                      | 2003 | scratche w utworach „Coś tam jest”, „Na spidzie”, „Każdy ma swój oldschool”, „Azyl”, „Plany”, „Szczyt”, „Gra świateł”, „Kraj raj”, „Niesmak” i „Prośba”                                                 | [ 3 ]  |
| Pięć Dwa Dębiec – P-ń VI                   | 2003 | scratche w utworach „Zawodnik(t)” i „Dębiec, Dębiec” | [ 4 ]  |
| Liber – Bógmacher                          | 2004 | scratche w utworach „Wejście”, „Pomnik”, „Jedna z dróg”, „Skarby”, „Efektownie i skutecznie”, „Dranie”, „Gdzie indziej”, „Szum”, „Bóg jest sędzią”, „Oczy chcą” i „Kolejny szczyt”, „Pomnik (Remix)”    | [ 5 ]  |
| Donguralesko – Drewnianej małpy rock       | 2005 | scratche w utworze „Trenuj karkiem” | [ 6 ]  |
| Doniu – Czas surferów                      | 2005 | scratche w utworach „Ustawka”, „To tylko my”, „Czarnecka body”, „Gady”, „Jest misja”, „Cuban”, „Furra”, „Twardziel”, „Palec”, „Nie oceniaj”, „Syntetyk joker” i „Klama”                                 | [ 7 ]  |
| Jest nas wielu                             | 2005 | scratche w utworach „Jest nas wielu” i „Nasi” oraz remiks utworu „Jest nas wielu” | [ 8 ]  |
| Ascetoholix – Adsum                        | 2006 | scratche | [ 9 ]  |
| Rychu Peja SoLUfka – Styl życia G’N.O.J.A. | 2008 | produkcja utworu „To Pe Do En (Jestem stąd)” | [ 10 ] |
| Pih – Kwiaty zła                           | 2008 | produkcja utworu „Ulice bez jutra” | [ 11 ] |
| Donguralesko – El Polako                   | 2008 | produkcja utworów „Zachodni wiatr wieje 2", „Enemy mine” i „To co powiesz” | [ 12 ] |
| Onar – Jeden na milion                     | 2009 | produkcja utworów "Ręce do góry!!!”, „Mam zajawkę” i „W twoim bloku” | [ 13 ] |
| Borixon, Kajman, PRWRS – Semtex            | 2009 | scratche w utworach „Moda” i „Melanże” | [ 14 ] |
| Paluch – Pewniak                           | 2009 | produkcja utworów „Pewniak”, „Na ulicach”, „Ile jesteś wart?”, „Gdzie jesteś?”, „S.E.X. (Sex edukacja xtasy)”, „Młody krzyk ulicy”, „Wypite”, „Jeden z tych”, „Do wszystkich bliskich” i „Reprezentuję” | [ 15 ] |
| Donguralesko – Totem leśnych ludzi         | 2010 | produkcja utworu „Zdarzyło się wczoraj” | [ 16 ] |
| Paluch – Bezgranicznie oddany              | 2010 | produkcja utworów „Bezgranicznie oddany”, „Miłość do życia”, „Podziemnie”, „Stan gotowości”, „Ola (Skit)”, „Nie daj się wyjebać”, „Swoim torem”, „Grzechu (Skit)” i „Do ostatniego tchu”                | [ 17 ] |
| Kaczor – Przyjaźń, duma, godność           | 2010 | produkcja utworu „Upadek” | [ 18 ] |
| Shellerini – PDG Gawrosz                   | 2011 | produkcja utworu „Gra” | [ 19 ] |
| Kajman – K2                                | 2011 | scratche w utworach „Mówili mi”, „Bezsenność”, „Kurz”, „Miasto Skit”, „Dzieci”, „Zostaw ją”, „Nie zapominaj”, „Raz, dwa” i „C. D. nastąpił”                                                             | [ 20 ] |
| Paluch – Syntetyczna mafia                 | 2011 | scratche | [ 21 ] |
| Drużyna mistrzów                           | 2012 | produkcja utworu „Bierz przykład, daj przykład” | [ 22 ] |
| WSRH – Szkoła wyrzutków                    | 2012 | scratche i produkcja utworów „Prawda” i „Szkoła wyrzutków” | [ 23 ] |
| Paluch – Niebo                             | 2012 | scratche w utworze „Za wszystko” | [ 24 ] |
| Za Młodzi Na Śmierć – Wiele dróg           | 2013 | scratche w utworze „Widzę sens” | [ 25 ] |

## Teledyski
| Tytuł                                                                                  | Rok  | Reżyseria         | Album                    | Źródło |
| -------------------------------------------------------------------------------------- | ---- | ----------------- | ------------------------ | ------ |
| DJ Story, Sheller, Słoń, Ramona 23, Paluch, Kobra, Oldas, Pele, Gandzior – „To miasto” | 2008 | Michał Piotrowski | Jestem stąd (kompilacja) | [ 26 ] |
| DJ Story – „U.R.L.O.P.” gościnnie: VNM                                                 | 2012 | 4zero4            | –                        | [ 27 ] |

## Nagrody i wyróżnienia
| Rok  | Kategoria                                                                                                   | Nagroda                            | Uwagi      | Źródła |
| ---- | --- | ---------------------------------- | ---------- | ------ |
| 2011 | DJ Roku 2010                                                                                                | Podsumowanie 2010/Poznanskirap.com | 4. miejsce | [ 28 ] |
| 2011 | Teledysk Roku 2010 (Dj Story, Sheller, Słoń, Ramona 23, Paluch, Kobra, Oldas, Pele, Gandzior – „To miasto”) | Podsumowanie 2010/Poznanskirap.com | 1. miejsce | [ 28 ] |
| 2012 | DJ Roku 2011                                                                                                | Podsumowanie 2011/Poznanskirap.com | 3. miejsce | [ 29 ] |
| 2013 | Producent roku 2012                                                                                         | Podsumowanie 2012/Poznanskirap.com | 4. miejsce | [ 30 ] |
| 2013 | DJ roku 2012                                                                                                | Podsumowanie 2012/Poznanskirap.com | 3. miejsce | [ 31 ] |